# Star Wars Miniatures
Star Wars Miniatures är ett samlarfigurspel från Wizards of the Coast, baserat på Stjärnornas Krig.
I spelet finns det tio olika fraktioner som är möjliga att spela: Rebel, Imperial, Republic, Separatist, New Republic, Yuuzhan Vong, Old Republic, Sith, Mandalorian och Fringe. Inför varje spelomgång måste varje spelare välja en av de tio fraktionerna att spela med. Spelaren sätter sedan ihop en enhet med figurer från den valda fraktionen. Undantaget är Fringe som är en "neutral" fraktion och ingående figurer kan användas tillsammans med de andra fraktionerna. Spelarnas enheter får inte överstiga en överenskommen poängsumma (100, 150 och 200 är de officiella poängsummorna) och skapar sin enhet med de givna kriterierna.